# Камєнно-Тузловка
Ка́мєнно-Ту́зловка (рос. Каменно-Тузловка) — село в Куйбишевському районі Ростовської області Росії. Входить до складу Кринично-Лузького сільського поселення.

## Географія
Географічні координати: 47°49' пн. ш. 39°09' сх. д. Часовий пояс — UTC+4.
Камєнно-Тузловка розташована на південному схилі Донецького кряжу. Відстань до районного центру, села Куйбишева, становить 18 км. Через село протікає річка Правий Тузлів.

### Урбаноніми
- вулиці — Комсомольська, Соціалістична[2].

## Історія
У 1846 році селище Камєнно-Тузловка Міуської округи було надане генерал-майору Олександру Камєнову, рішенням військової канцелярії Області Війська Донського. 1858 року тут мешкало 20 сімей, 48 чоловіків і 59 жінок, загалом 107 осіб.
У 1862 році село належало дружині гвардії ротмістра, дочки Олександра Олександровича Ісаєва, Єлизаветі Олександрівні Яновій.
Станом на 1915 рік у Камєнно-Тузлівці мешкало 547 осіб (276 чоловіків і 271 жінка), налічувалося 47 дворових господарств. Тут було створено хутірське правління, з ініціативи якого почалося будівництво церкви, але через жовтневий переворот справа не була закінчена.
1928 року населення села складало 313 осіб, налічувалося 56 дворових господарств.
У серпні 1943 року створено перший колгосп під назвою «Сталінський шлях».
У червні 1954 року Камєнно-Тузловка була приєднана до Ясиновськогої сільради, у лютому 1963 року — до складу Матвієво-Курганського району, у грудні 1973 року — повернуто до складу Куйбишевського району.

## Населення
За даними перепису населення 2010 року на території села проживало 122 особи. Частка чоловіків у населенні складала 45,9% або 56 осіб, жінок — 54,1% або 66 осіб.

## Соціальна сфера
У селі діють фельдшерський пункт та сільська бібліотека.

## Пам'ятки
На території села знаходиться братська могила 148 радянських воїнів, що загинули під час Другої світової війни.